# Ліззі Веласкес
Ліззі Веласкес (повне ім'я: Елізабет Енн Веласкес; англ. Elizabeth Ann "Lizzie" Velásquez; нар.13 березня 1989, Остін, Техас) — американська блогерка, письменниця, ораторка, мотиваційна спікерка з дуже рідкісною хворобою: синдромом Відемана-Рауденштрауса (WR)(англ.).

## Ранні роки
Найстарша з трьох дітей в родині Веласкесів, має молодшу сестру та наймолодшого брата. Ліззі народилась передчасно (на 4 тижні) в Остіні, Техас. Вага при народженні склала 1219 грам. У 23 роки Ліззі отримала ступінь з комунікативних технологій (communication studies) у Техаському університеті  (Texas State University).
Католичка за віросповіданням, казала, що Бог благословив її синдромом:
blessed me with the greatest blessing of my life, which is my syndrome. Lizzie Velasquez

## Кар'єра
Документальний фільм під назвою "Хоробре серце: Історія Ліззі Веласкес" відбулася на фестивалі SXSW 14 березня 2015 року. 17 жовтня 2016 року фільм вийшов в ефір на телеканалі Lifetime.
З квітня 2017 року Веласкес почала зніматися у власному повноекранному оригінальному серіалі під назвою "Розстебнуті".

## Життя з синдромом
Ліззі Веласкес є носійкою рідкісного синдрому Відемана-Рауденштрауса (WR)(англ.). Окрім неї, даний синдром наявний лише у двох інших осіб. Синдром став причиною кібер-булінгу блогерки. 
За зросту 152 см вага тіла Веласкес ніколи не перевищувала 29 кг. Її організм не в змозі набрати вагу, і вона має приймати їжу багато разів на день. 
Веласкес сліпа на праве око, яке почало блякнути з чотирирічного віку; друге око також погано бачить. У неї слабкий імунітет. 
Як носійка рідкісного синдрому, Ліззі Веласкес бере участь у медичних дослідженнях Південно-західного медичного центру Техаського університету, вчені якого стверджують, що її синдром може бути формою прогероїдного синдрому новонароджених (neonatal progeroid syndrome (NPS)), що не торкнулася її здорових кісток, органів, та зубів. Веласкес має деякі прогероїдні ознаки — загострений ніс, стару шкіру. 
Підозрюючи, що синдром Веласкес рецесивний, лікарі кажуть, що вона зможе виносити та народити власних дітей, які не матимуть жодного з її симптомів.

## Жертва булінгу та ораторка
Через специфічну зовнішність Веласкес цькували та кібербулили. В свої 18 років вона побачила короткий ролик на Youtube з власними фото. Відео мало назву «Найпотворніша жінка в світі». 
Веласкес вирішила стати ораторкою, надихати людей. Вона хоче, щоб люди знали про її стан. Її девіз: «годі витріщатися, вчись» (англ. "Stop Staring, Start Learning").
Веласкес виступила на понад 200 подіях мотиваційною ораторкою і планує виступати далі, активно висловлюється проти булінгу, знущання з людей з інвалідністю.

## Публікації
Перша книга Ліззі Веласкес була автобіографічною, опублікована власним коштом у співавторстві з матір'ю та Синтією Лі в 2010 році, видана англійською й іспанською.
Друга книга «Будь красивою, будь собою» (англ. Be Beautiful, Be You), що побачила світ у 2012 році, оповідає, що зовнішній вигляд не має значення, і варто любити себе за те, хто ти є.
В майбутньому планується автобіографічний фільм про Ліззі Веласкес. 